# Chika
Jane Chika Oranika (Montgomery, 9 de março de 1997), conhecida profissionalmente como Chika, é uma rapper, modelo e atriz norte-americana.

## Prêmios e indicações
| Prêmio             | Ano  | Categoria                | Indicação      | Resultado | Ref.  |
| ------------------ | ---- | ------------------------ | -------------- | --------- | ----- |
| Grammy Award       | 2021 | Artista Revelação        | Ela mesma      | Indicado  | [ 7 ] |
| NAACP Image Awards | 2021 | Melhor Artista Revelação | "High Rises"   | Pendente  | [ 8 ] |
| GLAAD Media Awards | 2021 | Revelação Musical        | Industry Games | Pendente  | [ 9 ] |